# ميكيلي ألبوريتو
ميكيلي ألبوريتو (بالإيطالية: Michele Alboreto) (ميلان، 23 ديسمبر 1956، 25 أبريل 2001)، هو سائق سيارة سباق إيطالي الجنسية.
هو بطل أوروبا في الفورمولا3 لعام 1980، حيث انه أمضى جزءاً كبيرا من حياته المهنية في الفورمولا 1، وهي الفئة التي فاز فيها بخمسة جوائز كبيرة وهي أيضا الفئة التي نال فيها الفوز بلقب بطولة العالم في عام 1985. وفي كثير من الأحيان كان ميكيلي آخر إيطالي ينال الفوز في سباق يقود فيراري وذلك مقارنة مع البرتو اسكاري. وميكيلي هو سائق شجاع ومهارته تبدؤ في تقديم التعليمات الدقيقة لمهندسيه، ففي غضون حياته المهنية، تسابق لعدة فرق منها: تيريل، فيراري، السهام، وميناردي لولا.
وبالإضافة إلى الفورمولا 1، تخصص ألبوريتو أيضا في المنافسات بواسطة السيارات ذات العجلات المغطاة، فائزا، من بين أمور أخرى، 24 ساعة من لومان عام 1997 و 12 ساعة من سيبرينغ عام 2001. وفي العام نفسه، أثناء انعقاد دورة الاختبار، فقد حياته على حلبة من اوزيتس.

## حياته المهنية

### البدايات
ولدت ألبوريتو في 23 ديسمبر عام 1956 في ميلانو، في عائلة من أصول متواضعة. في الواقع، كان والده يعمل كممثل، بينما كانت والدته موظفة في البلدية. حصل على شهادته التي جعلته خبير صناعي ثم بدأ العمل كعامل في أحد المصانع. وبالرغم من سنه المبكر، كان ميكيلي مهتما بعالم السباقات واكتسب أولي تجاربه في قيادة الدراجات النارية. وفي عام 1976 شارك في بطولة الفورمولا مونزا لسكوديريا سالفاطي، بواسطة سيارة صنعت من قبل ميكيلي نفسه وبعض الأصدقاء. ونظرا لعدم وجود القدرة علي المنافسة للنصف، لم يحقق نتائج مهمة خلال السنة الأولى، ولكن فريقه دعمه وساعده في اجتياز الفورمولا الإيطالية في عام 1978. في فريق من ماريو سيموني فيولو استطاع أن يتألق، محققا المركز الرابع في الترتيب العام لفئة السائقين وحاصلا على انتصارا سمح له أن يبدأ أيضا، في نهاية العام، في سباق للفورمولا 3، وهي الفئة التي تسابق ميكيلي فيها طوال السنوات التالية. وفي عام 1979 قرر جيامباولو بافانيلو ان يتعاقد معه كمتسابق رسمي في فريقه، اقترانا إلى بيركارلو جينزاني الأكثر خبرة، وهو نفسه الذي كان ألبوريتو معجبا به. وبالفعل في عامه الأول في فئة المركز الثاني، خلف زميله في الفريق. وفي نفس الوقت استطاع ان يشارك في البطولة الأوروبية للفورمولا 3، التي حقق فيها ميكيلي الفوز في العام التالي بالرغم من السيارة التي لم تكن مؤهلة للمنافسة. ولقد لاحظ تشيزاري فيوري، ان ألبوريتو تم اضافته، في العام نفسه، في برنامج رياضي للرمح، الذي اجري فيه بضعة سباقات في بطولة العالم للنماذج الأولية الرياضية والذي من أجله قد يكرس نفسه، في السنوات اللاحقة، قائدا للمارتيني. ومع ذلك استمر التزامه في المنافسات ذات العجلات المكشوفة، حيث اشترك في عام 1981 في بطولة أوروبا للفورمولا 2 لقيادة السيارات في فريق ميناردي، الذي فاز معه بالسباق في مسار ميسانو.

### السنوات التالية
بعد أن خاض التجربة في الفورمولا 1 في عام 1995عاد ألبوريتو للتنافس في مسابقات العجلات المغطاة، مشاركا في «دي تي ام»، وهي بطولة السيارات السياحية الألمانية، لقيادة سيارة «الفا روميو» التي حقق فيها الفوز بأربع نقاط، منهيا البطولة الثانية والعشرين. وفي نفس العام شارك أيضا في بطولة «أي ام اس ايه»، حيث حصل على اثنين من المناصب المهمة (الأول في 24 ساعة من دايتونا، والثاني في 12 من سيبرينغ). وفي نوفمبر، قام بالاختبارات الاولي مع لولا الفورمولا إندي للتحقق من إمكانية أن يكون قادرا بالفعل على اتخاذ جزء في المسابقة في عام 1996. وعن مشاركته الأولى في المجموعة الأمريكية، قام على الفور بتسجيل أسرع زمن في التجارب الحرة وفي السباق اختتم بالمركز الرابع. وفي الوقت نفسه شارك أيضا في ال 24 ساعة من دايتونا، و12 ساعة من سيبرينغ، واختتم بالمركز الثاني، كما شارك في 24 ساعة في لومان (حيث انطلق في المناصب المهمة، لكنه اضطر للتقاعد). وفي السنوات التالية أصبح متخصص فقط في لعب عدد قليل من سباقات العجلات المغطاة، وبذلك فرض علي 24 ساعة في لومان في عام 1997، التزامه الوحيد للعام، بعجلة «تور بروسكي دابيو اس سي 95» لفريق «جويست راسينغ»، جنبا إلى جنب مع ستيفان يوهانسون وتوم كريستنسن. في العام التالي، ركض فريقه بروح الفريق الرسمي، ومع ذلك، اضطرت ألبوريتو أن يتقاعد من ال 24 ساعة في لومان عام 1998، وذلك بسبب المشاكلالكهربائية في سيارته. وكانت هي أفضل نتيجة لهذا الموسم في المركز الثاني في بيتي لومان. وفي عام 1999 نتيجة لادارة ألبوريتو لفريق جويست، أصبح فريقا رسمي للأودي سبورت، وقام الفريق بنشر القوارب أودي R8r، نيابة عن محل تصنيع السيارات الألمانية. وأختتم ألبوريتو المركز الرابع في 24 ساعة في لومان عام 1999، بينما في العام التالي، أختتم بالمركز الثالث بعجلة من R8 المتجددة. كذلك في عام 2000 فاز في بيتي لومان وفي عام 2001 حقق اخر انتصار له في منافسة لقيادة السيارات في 12 ساعة من سيبرينغ، مناصفة مع كابيلو وأييلو. خلال هذه الفترة كان مشاركا أيضا في أنشطة أخرى: في الواقع، اشترك ألبوريتو مع جيوفانا أمتي في اذاعة جائزة اليابان الكبرى عام 1999 وذلك علي المحطة الاذاعية «كابيتال» وكتب في مجلات عديدة منها مجلة «راسينج اف 1» ومجلة «اوتو أجي» ومجلة «قواترورووت»، تلك المجلات التي كانت تلعب أيضا دور اختبار السيارات. وبالإضافة الي ذلك، أصبح ألبوريتو نائب رئيس اللجنة الإيطالية لرياضة السيارات وكان يُدرس للفئة الترويجية لتمكين السائقين الإيطاليين الشباب من الظهور على المستوى الدولي، ذلك المشروع، الذي لم ينفذ بعد وفاته.

## موته
توفي ألبوريتو في 25 أبريل 2001 اثر حادث في حلبة، أثناء أداء الاختبارات أودي R8 الرياضية الجديدة استعدادا ل24 ساعة في لومان في عام 2001. كان ألبوريتو يقود على طول خط مستقيم، وعندما انحرفت سيارته عن المسار، تصادمت بجدار على الجهة اليمني وانقلبت أكثر من مرة، بعد رحلة من حوالي مائة متر. ووفقا للتحقيق، توفي المتسابق الإيطالي اثر اصطدامه في الحادث الناتج بسبب ثقب في الإطار الخلفي الأيسر مع الفقدان التدريجي للضغط مما ادي الي نهايته؛ كما أكدت «أودي» للمحققين أن النموذج الأولي (المتحطم في الحادث) قد أنجز بالفعل آلاف الكيلومترات على العديد من الدوائر، استعدادا لموسم عام 2001، من دون أي مشكلة. وفي الواقع، يفترض المحققين أنه لا المتسابق ولا الدائرة هي المسؤولة عن الحادث. وأكد مدير لاوزيتس، هانز يورغ فيشر، حقيقة أن سيارات الإسعاف المتمركزة في المسار استغرقت دقيقتين فقط للوصول إلى مكان الحادث؛ كما وصلت طائرة هليكوبتر بعد ثلاث دقائق، ولكن أعلن الأطباء أنهم لا يستطيعون فعل أي شيء لإنقاذه. وعاد الجثمان الي إيطاليا، ثم جرت جنازة بعد ثلاثة أيام في باسينجستوك في وجود حوالي 1,500 شخص، كان فيهم العديد من الدراجين السابقين واناس خارج عالم رياضة السيارات مثل ادريانو جالياني ومايك بونغيورنو. بعد ذلك، تم حرق الجثمان في ميلان وذلك بناء على طلب من زوجته.

## حياته الخاصة
كان ألبوريتو متزوجا من نادية أستوري، التي انجب منها ابنتان، أليس ونومي. فهو شخص عادي، كان يحظي باحترام العديد من الزملاء وكان محافظا على علاقات الصداقة وخاصة مع ريكاردو باتريسي، واليساندرو نانيني، وتييري بوتسن الذين اعتاد ألبوريتو أن يتقابل معهم في مونتي كارلو، حيث كان مقيما هناك، وأيضا يتقابل مع ايرتون سينا، وألان بروست، وغيرهارد بيرغر. كما كان له شقيق يدعي هيرمان، وشقيقة تسمي لورا. وكانت ابنة عمه متزوجة من الممثل ماسيمو بوليدي. وهو أيضا شخص انتقائي، فقد كان ألبوريتو لديه اهتمامات مختلفة. فهو من محبي الموسيقى، وخاصة موسيقى البلوز، فكان يلعب الجهير، وكلما أمكن، كان يحصل علي الترفيه في الحفر للتحدث مع جورج هاريسون. ثم تلا ذلك عدد من الرياضات الأخرى بالإضافة إلى الفورمولا 1، بما في ذلك التزحلق، الذي كان يمارسه مع زملائه خلال فصل الشتاء، وكرة القدم؛ في الواقع، كان البورتو لفترة قصيرة جزء من مجلس إدارة لنادي تورينو. وكان معجب ب روني بيترسون لذلك قرر أن يخصص خوذته لمرة واحدة بألوان العلم السويدي. بالإضافة الي ذلك كان لديه عشق للفلك ولكتب الخيال العلمي.

## الثقافة العامة والأرث
ذكُر ألبوريتو، بشكل مباشر وغير مباشر، في الأفلام والكتب المصورة، وخاصة في الثمانينات. في الواقع، ظهر ألبوريتو على ميكي ماوس تحت اسم البرتو واسم ميكال فيلان في حلقة«لي ديف ديس رمبارتس». وذُكر أيضا في فيلم «أررابهو» لفريق «سقوالور» في عطلة عيد الميلاد ومن الممثل «جيري كالا» في فيلم «فراتلي دإيطاليا». وفي نفس الفترة حمل علي عاتقه بشكل جيد مع الصحفي الرياضي «إيزي زرمياني» في إدارة البرنامج التلفزيوني «روسو 27»، الذي بث علي قناة «راي 2». وفي عام 1988 شارك أيضا في البرنامج التليفزيوني «قرق إن بيللولي» للمذيع التليفزيوني «بيرو أنجيلا» وذلك لمساندة الامتثال لقواعد قانون السير.
في وقت مبكر من عام 2002، خططت بلدة «روزانه»، التي قضي فيها ألبوريتو مرحلة المراهقة، أن تشيد له نصب تذكاري. وبعد المنافسة التي قُدمت فيها أكثر من سبعين رسم تخطيطي للنصب التذكري، الذين تم تحليلهم من قبل لجنة من الخبراء، في مايو 2004 أقيم تمثال في حديقة المركز الثقافي «كسكينة جراندي». وفي العام نفسه خصصت تلك البلدة الكأس ل ميكيلي ألبوريتو. كما اطلقت بلدة «روزانه»، في ديسمبر 2006، اسمه علي أحد الميادين. وأخيرا، أنشأت مكاتب البريد الإيطالي طابع بريد تذكاري مخصص له، صدر في 60,000 نسخة.

## روابط خارجية
- ميكيلي ألبوريتو على موقع Racing-Reference.info (الإنجليزية)
- ميكيلي ألبوريتو على موقع DriverDB.com (الإنجليزية)
- ميكيلي ألبوريتو على موقع CONI honoured athlete website (الإيطالية)